# Знамениті оповідки з діянь римських
«Знамениті оповідки з діянь римських» (лат. Gesta Romanorum) — популярна на Заході за середньовіччя та раннього нового часу збірка екземплумів, складена латинською мовою, правдоподібно, в першій половині XIV століття для повчального читання та використання у проповідях.

## Зміст і джерела
До «Знаменитих оповідок» увійшли, здебільшого в модифікованому вигляді, античні анекдоти, взяті з творів давньоримських авторів (вони становили початкове ядро збірки); оповіді та байки арабського, візантійського та індійського походження; скорочені версії елліністичних та середньовічних романів; житія святих та ін. Спільна формальна ознака більшості текстів – зачини, що містять реальні або вигадані імена правителів. Різнорідному матеріалові «Знаменитих оповідок з діянь римських» надають ідейної єдності алегоричні морально-богословські тлумачення сюжетів та персонажів, якими оповідання були доповнені на етапі компіляції збірки. Кількість оповідань різниться залежно від рукопису «Знаменитих оповідок»; усього під цією назвою відомо близько 300 різних текстів.

## Першодруки і усталення «канонічного» складу
Перші друковані видання «Знаменитих оповідок» з’явилися наприкінці XV століття. Видання 1472 року, що побачило світ в Утрехті, містило 150 оповідань; розширена друкована версія вийшла 1473 року в Кельні й охопила 181 оповідання. Вміст цієї розширеної версії фактично набув статусу «канонічного» складу збірки й ліг в основу численних перевидань, а також багатьох перекладів.

## Переклади
Уже в XV столітті в рукописному обігу перебували переклади «Знаменитих оповідок» англійською, німецькою та чеською мовами. Найдавніший переклад, який вийшов друком, був голландською мовою (1481 рік); невдовзі з’явилися і перші друковані видання німецького (1498 рік) та англійського (початок XVI століття) перекладів. Один із англійських стародруків «Знаменитих оповідок» став джерелом для перекладу збірки валлійською мовою, що зберігся в рукописі, датованому 1600 роком. На початок XVI століття припадає створення і видання перекладу «Знаменитих оповідок» французькою мовою.
Переклад скороченої версії збірки (39 із 181 оповідань «канонічного» складу) польською мовою було вперше надруковано у 40-х роках XVI ст. у Кракові і неодноразово перевидано упродовж XVI —XVIII  ст. під назвою «Historye rozmaite Rzymskie».
Переклади «Знаменитих оповідок» на староукраїнську мову з польської вперше з’явилися в другій половині XVII століття, поширювалися в рукописах і використовувалися українськими проповідниками XVII — XVIII ст., які користувалися також латинськими чи польськими виданнями. На основі польського перекладу за посередництвом українського постали й російські рукописні версії збірки, що були популярними в Росії аж до 1917 року. 
Найповніший відомий рукопис староукраїнського перекладу оповідок із Gesta Romanorum (так званий рукопис Самборини) походить з Карпат. До рукопису увійшло лише 39 оповідок
На кінець XVII століття припадає поява першого неанонімного перекладу «Знаменитих оповідок» — угорською мовою. Його здійснив шляхтич із Трансільванії барон Янош Халлер і видав 1695 року в Клужі в складі своєї праці «Потрійна історія».
Вперше українською книга вийшла у перекладі Ростислава Паранька у видавництві Апріорі 2014 року під назвою «Діяння римські. Християнські притчі Середньвіччя». Друге виправлене видання вийшло у 2020 році під назвою «Знамениті оповідки з діянь римських».

## Рецепція в світовій літературі
«Римські діяння» стали предметом творчого засвоєння і переробки вже у середньовічній англійській літературі: поети Джон Лідґейт і Томас Оклів створили віршовані версії окремих оповідань збірки.
Деякі новели «Декамерона» Джованні Боккаччо є секуляризованими адаптаціями екземплумів із збірки «Римські діяння», як-от третя новела першого дня чи перша новела десятого дня. Вільям Шекспір запозичив із «Римських діянь» сюжетну основу та окремі мотиви для своїх драматичних творів «Перикл, цар Тірський» та «Венеціанський купець». 
Йоганн-Фрідріх Шиллер використав сюжети «Римських діянь» для своїх балад «Заручник» і «Фрідолін», а Вільям Морріс – для поем «Гордовитий король» і «Народжений бути королем» із циклу «Земний рай».

### Наукові видання оригіналу
- Gesta Romanorum / Herausgegeben von Hermann Oesterley. Berlin, 1872
- Die Gesta romanorum nach der Innsbrucker Handschrift von Jahre 1342 und vier Münchener Handschriften / Herausgegeben von Wilhelm Dick. Erlangen – Leipzig, 1890.

### Наукові видання давніх перекладів
- Римські діяння // Хрестоматія давньої української літератури / Під ред. О. Білецького. – К., 1967. [Архівовано 22 березня 2005 у Wayback Machine.]
- Сказаніє о єдном цесарі Іовіані, котрий бив подніс пиху противко Богу, которого Бог карав // Українська література XVII ст. / Упор. В. І. Крекотня. – К., 1987. [Архівовано 11 листопада 2012 у Wayback Machine.]
- Гнатюк В. Легенди з Хітарського збірника (1-ї половини XVIII в.) // Записки Наукового товариства імені Шевченка. Львів, 1897. Т. 16. Кн. 2. С. 1-38.
- Яворский Ю. А. Повести из «Gesta Romanorum» в карпато-русской обработке конца XVII в. Прага, 1929.

### Дослідження
- Соколова Л. В. К вопросу о переводах на русский язык сборника «Римские деяния» // Труды отдела древнерусской литературы. Т. 36. Ленинград, 1981. С. 266-273.
- Weiske Brigitte. Gesta Romanorum. Т. 1: Untersuchungen zu Konzeption und Überlieferung. Т. 2: Texte, Verzeichnisse. Tübingen, 1992.